# Exidmonea grallator
Exidmonea grallator is een uitgestorven mosdiertjessoort uit de familie van de Tubuliporidae.